# Синдром Алажилля
Синдром Алажиля (артериопеченочная дисплазия, синдром Алажиля-Ватсона) — генетическое заболевание, наследуемое по аутосомно-доминантному типу. Мутация в гене 1 JAG1, локализованом на коротком плече 20 хромосомы 20р12.
Впервые был описан французским педиатром Даниелем Алажилем в 1975 году.

## Эпидемиология
Встречается с частотой 1:70000 новорождённых и занимает второе место среди заболеваний гепатобилиарной системы у детей первого полугода жизни.

## Патогенез
Заболевание характеризуется недостаточным количеством или слишком маленьким диаметром внутрипечёночных желчных протоков, в результате чего затрудняется отток желчи и её компоненты накапливаются в клетках печени. Из-за повышенного содержания в крови желчных кислот появляется мучительный кожный зуд.  
Недостаточное поступление желчи в кишечник приводит к нарушению пищеварения и мальабсорбции, что приводит к задержке развития и медленному росту, часто возникают переломы костей, нарушения зрения и свёртываемости крови. Возможна задержка полового развития.  

## Клиническая картина
Пациенты с синдромом Алажилля имеют характерную внешность: лицо с высоким, несколько выступающим лбом, гипертелоризм, глубокорасположенные глазные яблоки, длинный и прямой нос, недоразвитие нижней челюсти; лицо приобретает треугольную форму.  Кроме того у них нередко выявляются врождённые пороки сердца (стеноз легочной артерии, тетрада Фалло), дефекты строения глаз (задний эмбриотоксон), позвоночника (дефект передних дужек), тубулоинтерстициальная нефропатия. Холестаз обычно неполный.  
Достаточно часто увеличивается селезёнка. Под кожей (на тыльной поверхности суставов пальцев, на ладонной поверхности кистей рук, на задней поверхности шеи, в паховой области, вокруг ануса) могут образовываться ксантомы — жировые скопления, они возникают из-за высокого уровня холестерина. Так же у больных с синдромом Алажиля выявляются изменения со стороны почек — гипоплазия, кисты, дистопия почек, удвоение мочеточника, стеноз почечной артерии, мочекаменная болезнь.  

## Диагностика
- генетическое исследование;
- биопсия печени;
- биохимический анализ крови (желчные кислоты, прямой билирубин, щелочная фосфатаза, холестерин и γ-глутамилтранспептидаза).

## Лечение
Применяется симптоматическое лечение в зависимости от того, какие органы поражены. В сентябре 2021 года в США был разрешён для применения при синдроме Алажилля у детей от одного года препарат с действующим веществом мараликсибата хлорид. По последним данным, это единственный препарат, который устраняет холестатический зуд при данном синдроме. 
Для улучшения функции печени применяют гепатопротекторы и препараты урсодезоксихолевой кислоты. 

## Прогноз
Прогноз для жизни благоприятный, но больные дети отстают в физическом развитии, у них имеется выраженная гепатомегалия, спленомегалия, зуд, иногда ксантомы, неврологические осложнения, дефицит жирорастворимых витаминов.